# Christopher Lennertz
Christopher Lennertz (Methuen, 2 januari 1972) is een Amerikaans componist.

## Levensloop
Lennertz studeerde aan de Thornton School of Music en University of Southern California in Los Angeles, waar hij onder meer les kreeg van componist Elmer Bernstein. Naast componist is hij ook muziekproducent, dirigent en arrangeur van muziek voor film, televisie en computerspellen. Lennertz componeerde onder meer de muziek voor de film Alvin and the Chipmunks. Ook schreef hij de muziek voor de televisieserie Supernatural.

## Filmografie
- 1994: Midnight Taese
- 1995: Alien Terminator
- 1996: House of the Damned
- 1996: Baby Face Nelson
- 1998: Running Woman
- 1998: Beach House
- 1998: Undercurrent
- 1998: Criminal Affairs
- 1998: Art House
- 2000: lured Innocence
- 2000: Billy Jones
- 2002: The 4th Tenor
- 2004: Soul Plane
- 2004: Back by Midnight
- 2005: Sledge: The Untold Story
- 2005: The Deal
- 2006: Dr. Dolittle 3
- 2006: Shark Bait (Haaibaai)
- 2007: Tortilla Heaven
- 2007: The Comebacks
- 2007: The Perfect Holiday
- 2007: Alvin and the Chipmunks
- 2008: Meet the Spartans
- 2008: Disaster Movie
- 2009: Adam
- 2009: The Open Road
- 2009: La horde
- 2009: To Save a Life (met Timothy Michael Wynn)
- 2010: Marmaduke
- 2010: Cats & Dogs: The Revenge of Kitty Galore
- 2010: Vampires Suck
- 2011: Hop
- 2011: Horrible Bosses
- 2012: Think Like a Man
- 2012: Girl in Progress
- 2012: Thanks for Sharing
- 2013: Identity Thief
- 2013: As Cool as I Am
- 2013: Battle of the Year
- 2014: Ride Along
- 2014: Think Like a Man Too
- 2014: Horrible Bosses 2
- 2015: The Wedding Ringer
- 2016: Ride Along 2
- 2016: Sausage Party
- 2016: My Big Fat Greek Wedding 2
- 2016: The Boss
- 2016: Bad Moms
- 2017: Smurfs: The lost village
- 2017: Baywatch
- 2017: A Bad Moms Christmas
- 2017: El Camino Christmas
- 2017: Pitch Perfect 3
- 2018: Acrimony
- 2018: Uncle Drew
- 2018: The Happytime Murders
- 2025: Back in Action

## Overige producties

### Computerspellen
- 2004: Medal of Honor: Pacific Assault
- 2005: 187 Ride or Die
- 2005: Medal of Honor: European Assault
- 2005: James Bond 007: From Russia with Love
- 2005: Gun
- 2007: The Simpsons Game (met James Dooley en Timothy Michael Wynn)
- 2008: Quantum of Solace
- 2009: The Godfather II
- 2012: Mass Effect 3
- 2012: Starhawk
- 2013: Madden NFL 25
- 2017: Scalebound

### Televisiefilms
- 1995: Suspect Device
- 1995: The Alien Within
- 1995: Piranha
- 1996: Humanoids from the Deep
- 1998: Brimstone
- 2000: A Diva's Christmas Carol
- 2001: Beer Money
- 2001: Hysteria: The Def Leppard Story
- 2002: Warning: Parental Advisory
- 2002: Saint Sinner
- 2003: Deathlands
- 2005: Three Wise Guys
- 2009: The Station
- 2010: Camp Rock 2: The Final Jam
- 2011: Harmony
- 2011: Lemonade Mouth
- 2013: Remember Sunday
- 2013: The Smurfs: The Legend of Smurfy Hollow

### Televisieseries
- 2005: Supernatural (2005 - heden)
- 2010: The Deep End
- 2010: Ghostfacers
- 2011: Goodvibes
- 2012: Revolution (2012 - 2014)
- 2015: Galavant (2015 - 2016)
- 2015: Agent Carter (2015 - 2016)
- 2016: Invisible (met Alexander Bornstein)
- 2018: Lost in Space
- 2018: Best Worst Weekend Ever (met Matt Bowen)

### Documentaires
- 1999: The Vatican Revealed
- 2000: America!
- 2003: Holly's Magical Island: Catalina
- 2006: Chasing the Light
- 2016: Kevin Hart: What Now?
- 2017: A Symphony of Hope

### Korte films
- 1997: Truly Committed
- 1997: Battle of the Sexes
- 2002: Manual Labor
- 2003: Men of Action
- 2004: Save Virgil
- 2006: Ice
- 2006: Grave Spirits
- 2006: Jet Stream
- 2010: Coyte Falls
- 2010: Fur of Flying
- 2010: Rabid Rider
- 2011: The Smurfs: A Christmas Carol
- 2013: Marvel One-Shot: Agent Carter

## Prijzen en nominaties

### Emmy Awards
| Jaar | Titel        | Categorie                                                                             | Uitslag     |
| ---- | ------------ | ------------------------------------------------------------------------------------- | ----------- |
| 2008 | Supernatural | Beste compositie voor een televisieserie (originele dramatische muziek), afl. "Pilot" | Genomineerd |

- Biblioteca Nacional de España: XX1185430
- Bibliothèque nationale de France: cb14115163g (data)
- Gemeinsame Normdatei: 142178241
- International Standard Name Identifier: 0000 0001 1469 0151
- Library of Congress Control Number: no97040671
- MusicBrainz: 2a1c8dff-2cfa-4352-ad21-c222b62c9869
- Nationale Bibliotheek van Tsjechië: xx0130337
- Nationale Bibliotheek van Israël: 987007343107705171
- Système universitaire de documentation: 202994740
- Virtual International Authority File: 21749070
- WorldCat: E39PBJgCF4769JpwxVgc7FcMfq